# رود ایزیبورو
رود ایزیبورو رودی است که به رود ماموره می‌ریزد. این رود از کشور بولیوی می‌گذرد.